# Castle Levan

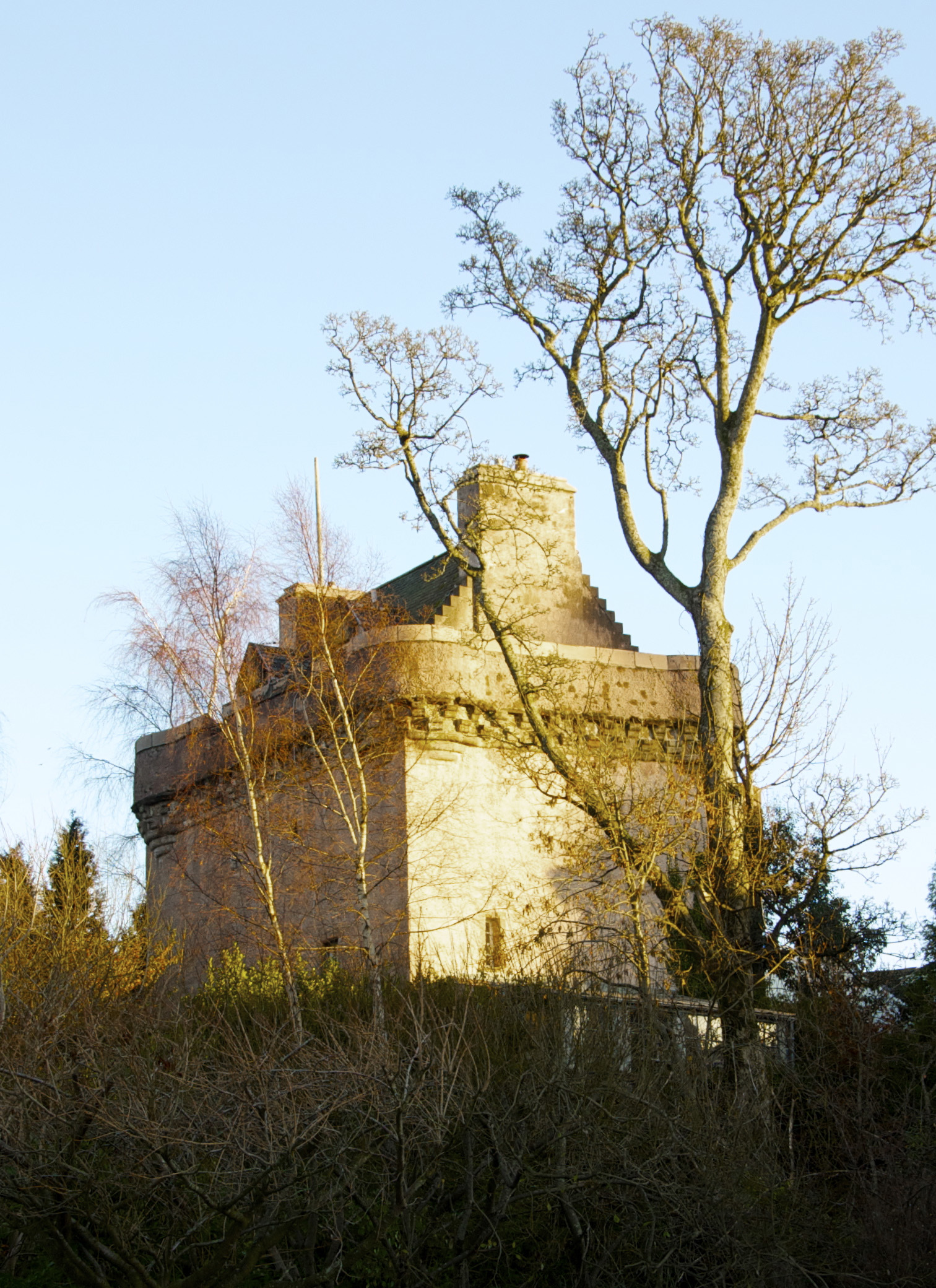
Castle Levan, Ansicht von Osten

Castle Levan, auch Leven Castle und seltener Levan Castle, ist ein Tower House in der schottischen Stadt Gourock in Inverclyde, etwa 37 Kilometer nordwestlich von Glasgow. Es wurde durch die Familie Morton erbaut und im 16. Jahrhundert zu seiner heutigen Größe erweitert. Später verlassen und nicht mehr unterhalten, verfiel die Anlage zu einer Ruine, ehe sie in den 1980er Jahren wiederaufgebaut wurde. Sie steht seit dem 10. Juni 1971 als Listed Building der Kategorie B unter Denkmalschutz.

## Geschichte

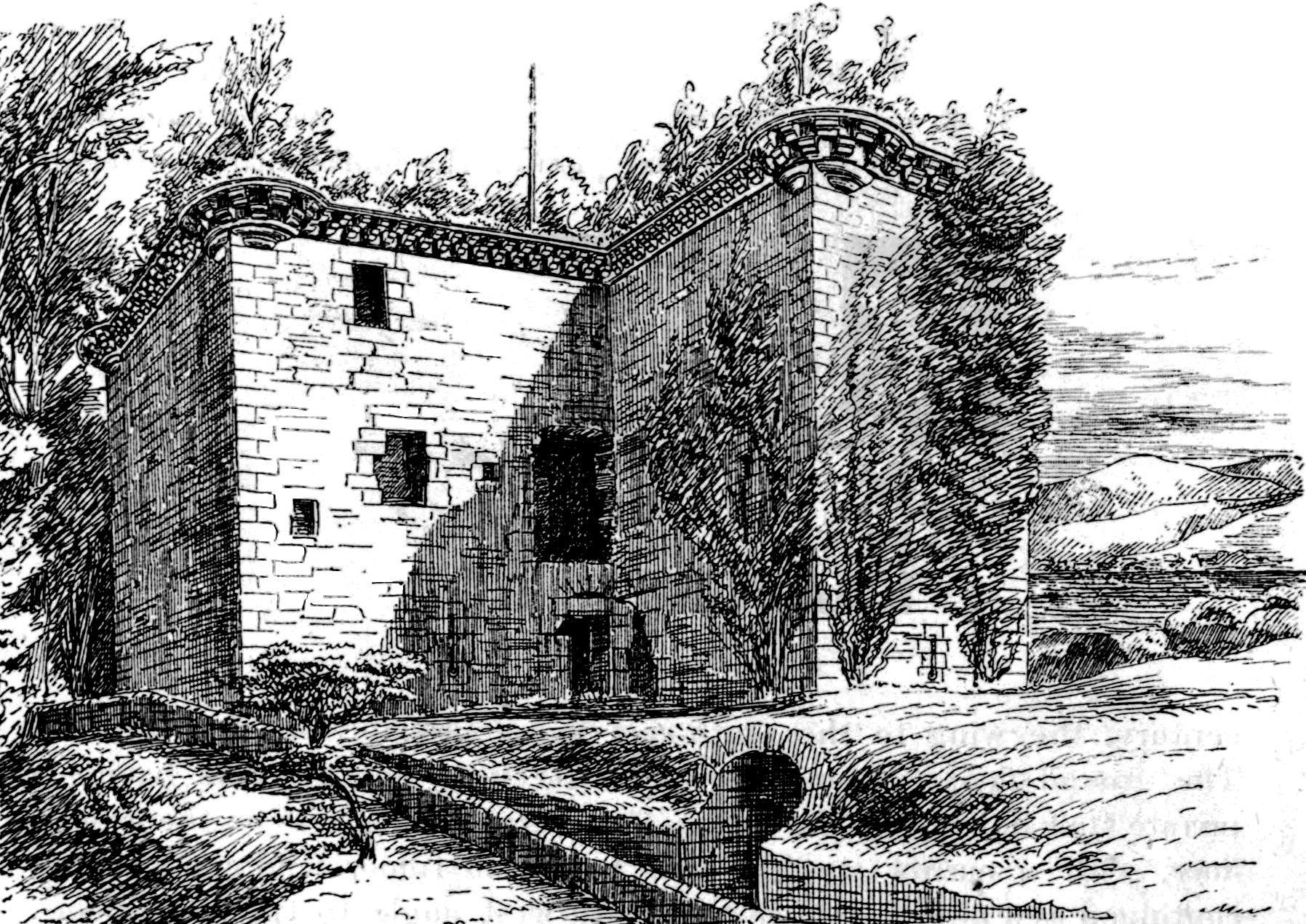
Castle Levan als Ruine in den 1880er Jahren

1447 wurde Levan mit Jacobi de Mortoun […] de Levane erstmals schriftlich erwähnt. Es ist deshalb sehr wahrscheinlich, dass es zu jener Zeit schon ein Gebäude am heutigen Standort gab, das die Familie Morton zwischen 1450 und 1480 durch ein steinernes Tower House ersetzen ließ. Noch 1972 war an einer Stelle im Mauerwerk der Burg ein eingeritztes Monogramm mit den Buchstaben JM oder TM sichtbar, das als Hinweis auf einen möglichen Bauherrn gewertet werden kann. Adam Morton († 1525/1526) verkaufte den Besitz vor 1539 an William Sempill (auch Semple geschrieben), 2. Lord Sempill. Seine Familie ließ das bestehende Tower House kurz nach dem Erwerb durch einen Anbau zu einer Anlage des L-Typs erweitern. Ob dies noch unter William Sempill selbst, seiner Witwe Margaret Montgomery, welche die Burg als Leibrente erhielt, oder unter dem gemeinsamen Sohn Robert, geschah ist bisher nicht geklärt.
Robert Sempill, 7. Lord Sempill, veräußerte die Burg 1649 an John Stewart of Blackhall, dessen Familie auch das benachbarte Ardgowan Castle gehörte. Damals war Levan Castle in einem heruntergekommenen Zustand und musste durch den neuen Eigentümer instand gesetzt werden, um wieder bewohnbar zu sein. Wie lange die Anlage anschließend noch als Wohnsitz diente, ist nicht bekannt, aber spätestens als die Eigentümer im frühen 19. Jahrhundert nur wenige Meter nördlich des Tower Houses ein komfortables, Castle Levan Manor genanntes Herrenhaus errichtet hatten, wurde die Burg sich selbst überlassen und verfiel zu einer Ruine. 1829 besaß sie schon kein Dach mehr. Teile der Obergeschosse und ein Teil der Ostseite stürzten ein. Ab 1811 war ein Teil des zu Levan gehörenden Landbesitzes an Adam Crooks verpachtet. Er und seine Familie sorgten dafür, dass Castle Levan als romantische Burgruine erhalten blieb, was dem damaligen, viktorianischen Zeitgeschmack entsprach.
1925 verkauften die Shaw-Stewarts das Anwesen an die Familie Currie. Als 1970 geplant war, das Land um Castle Levan zur Wohnbebauung freizugeben, fanden unter der Leitung von Peter C. Denholm vorbereitende archäologische Untersuchungen auf dem Burgareal statt. Sie sollten Aufschluss darüber geben, welcher Bereich der Burg früher umfriedet war und wo Nebengebäude gestanden hatten. Bei den Ausgrabungen wurden Mauerreste der ehemaligen, 13,7 Meter langen Einfriedung (englisch barmkin) und die Fundamente eines möglichen, früheren Torbaus gefunden. Die Umfassungsmauer war an der Basis 1,37 Meter dick und trug möglicherweise einen Wehrgang. Außerdem wurde die Küchenmüllgrube an der Ostseite der Anlage untersucht. Dabei fanden die Ausgräber Scherben von spät- und nachmittelalterlicher, zum Teil importierter Keramik (Mitte des 15. bis 16. Jahrhunderts) und rund 5000 Knochen sowie Muschelschalen, darunter auch welche von Austern. Die Funde sind heute im Paisley Museum zu sehen.
Nachdem David Pearson und seine Frau Sheila die Ruine erworben hatten, ließen sie sie ab 1980 unter Aufsicht des Architekten Ian Begg aus Edinburgh restaurieren und wiederaufbauen. Nach dem Ende der aufwändigen Arbeiten 1987 nutzten die beiden das Tower House bis 1995 als Wohnsitz. Dann verkauften sie es an Trevor Hayward, der dort bis Anfang 2003 gemeinsam mit seiner Familie wohnte. Von ihm erwarb es das Ehepaar Jan und Lydia Edleman. Sie boten einige Räume der Burg als Fremdenzimmer an. Nach Eigentümerwechsel und umfassender Renovierung eröffneten Kim Munro und Maria Hocklin Castle Levan 2016 als Bed & Breakfast neu. Das nahe gelegene Herrenhaus wurde geraume Zeit als Hotel betrieben und ist deshalb auch heute noch als „Castle Levan Hotel“ bekannt, obwohl es mittlerweile zu luxuriösen Eigentumswohnungen umgebaut worden ist.

## Beschreibung

### Lage
Levan Castle steht etwa 2,5 Kilometer südwestlich des Ortskerns von Gourock am Rand einer Schlucht. Der Standort ist rund 200 Meter vom Ufer des Firth of Clydes entfernt und befindet sich etwa 24,4 Meter über Meereshöhe. Auf dem Land, das früher zur Burg gehörte, wurden in den 1970er Jahren moderne Wohnbauten errichtet, sodass die Anlage heute inmitten des recht neuen Stadtviertels Levan steht.

### Architektur
Castle Levan ist ein dreigeschossiges Tower House, das aus lokalem roten Sandstein errichtet ist. Das Mauerwerk ist für sein Alter sehr gut erhalten, was darauf hinweist, dass der Bau früher außen verputzt gewesen sein muss. Ansonsten wäre der Stein wegen der salzhaltigen Meeresluft in einem wesentlich schlechteren Erhaltungszustand. Die Burg gehört aufgrund ihres Grundrisses zu den L-Plan-Burgen (Typ L1). Der heutige Grundriss ist das Resultat eines rechteckigen Wohnturms aus dem 15. Jahrhundert, an dessen Südost-Ecke zwischen 1520 und 1550 ein zweiter, kleinerer Turm angebaut wurde. Beide Teile sind etwa 30 Fuß (etwa 9,1 Meter) hoch und besitzen drei Geschosse. An der Basis sind die Außenmauern bis zu fünf Fuß (rund 1,5 Meter) dick. Ausgrabungen in den 1970er Jahren zeigten, dass dem 10,6 × 7,9 Meter großen, älteren Nordbau bereits im 15. Jahrhundert (ca. 1470 bis 1485) an der Südwest-Ecke ein anderer, zweigeschossiger Anbau hinzugefügt worden war. Möglicherweise diente er als Küchenbau und Gesindeunterkunft. Er wurde gleichzeitig mit dem Bau des heutigen Südturms abgerissen.
Beide Flügel des heutigen Tower Houses besitzen einen nicht gedeckten Wehrgang hinter einer Brüstung, die den oberen Abschluss des dritten Geschosses bildet. Sie ruht auf einer doppelten Reihe von Kragsteinen, die Maschikulis imitieren. Diese ähneln stark den Kragsteinen des nahe gelegenen Ardgowan Castle. Die Brüstung und Konsolen wurden dem älteren Turm erst beim Anbau des neueren, etwa 8 × 6,3 Meter messenden Teils hinzugefügt, um beide Flügel einheitlich zu gestalten. Aus dem gleichen Grund statteten die Bauherren den neuen Anbau mit den gleichen Schlüsselscharten aus, wie sie bereits der alte Bau besaß, obwohl zu jener Zeit bereits Maulscharten üblich waren. Der ursprüngliche Hocheingang an der Südseite des alten Turms ist heute zu einem Fenster umfunktioniert. Darunter wurde im Erdgeschoss der heutige Haupteingang ausgebrochen. Ein separater Eingang in den südlichen Turm an dessen Westseite ist heute vermauert. An der Westseite ist dem Nordtrakt ein moderner Wintergarten aus den 1980er Jahren vorgesetzt.

### Innenräume

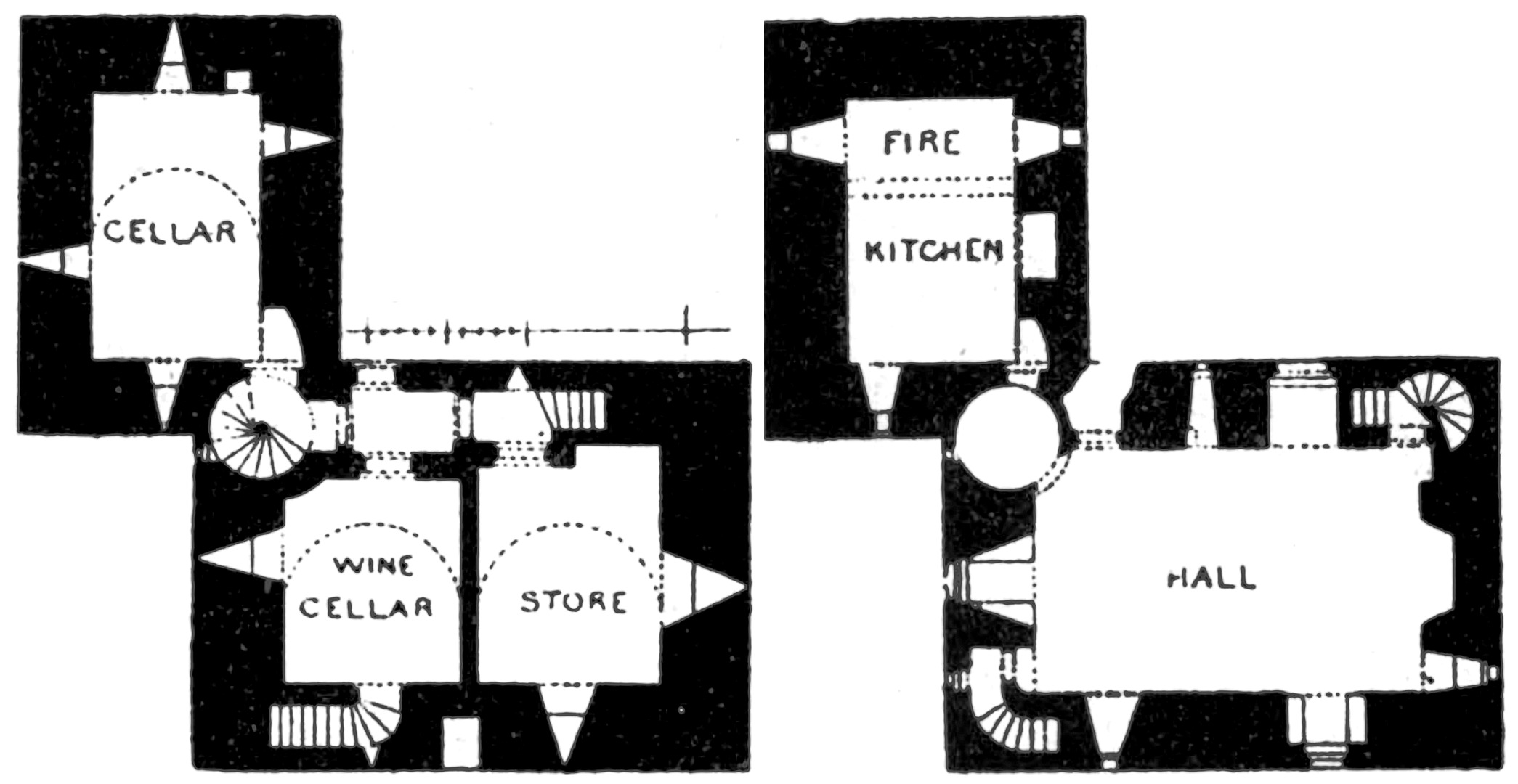
Grundrisse von Castle Levan im 19. Jh., Erdgeschoss und erstes Obergeschoss

Die Innenräume in beiden Teilen des Tower Houses sind ähnlich gestaltet und ausgestattet. Im Erdgeschoss liegen Räume mit Tonnengewölbe. Früher dienten sie als Keller und Lager, heute sind dort Schlafzimmer des Bed-and-Breakfast-Betriebs eingerichtet. Im ersten Obergeschoss befindet sich der große Saal, der heute als Aufenthalts- und Frühstücksraum dient, sowie eine große Küche, die noch immer als solche in Benutzung ist. Der Saal besitzt zwei große Kamine und tiefe Fensternischen, in denen Sitzgelegenheiten eingebaut sind. Seine Decke aus Kiefernholz stammt ursprünglich aus einer Mühle des 17. Jahrhunderts in Johnstone. Im zweiten (rekonstruierten) Obergeschoss liegt heute unter anderem ein großer Schlafraum mit Balkendecke, der in etwa die Größe des darunter liegenden Saals hat. Auch er besitzt zwei Kamine und an der Nordseite zusätzlich zwei Aborterker, was darauf hindeutet, dass dieser Bereich früher einmal zweigeteilt war. Die Geschosse sind durch zwei Wendeltreppen und eine Treppe in der Mauerstärke untereinander verbunden.